# Sint-Barbarakerk (Iveldingen)

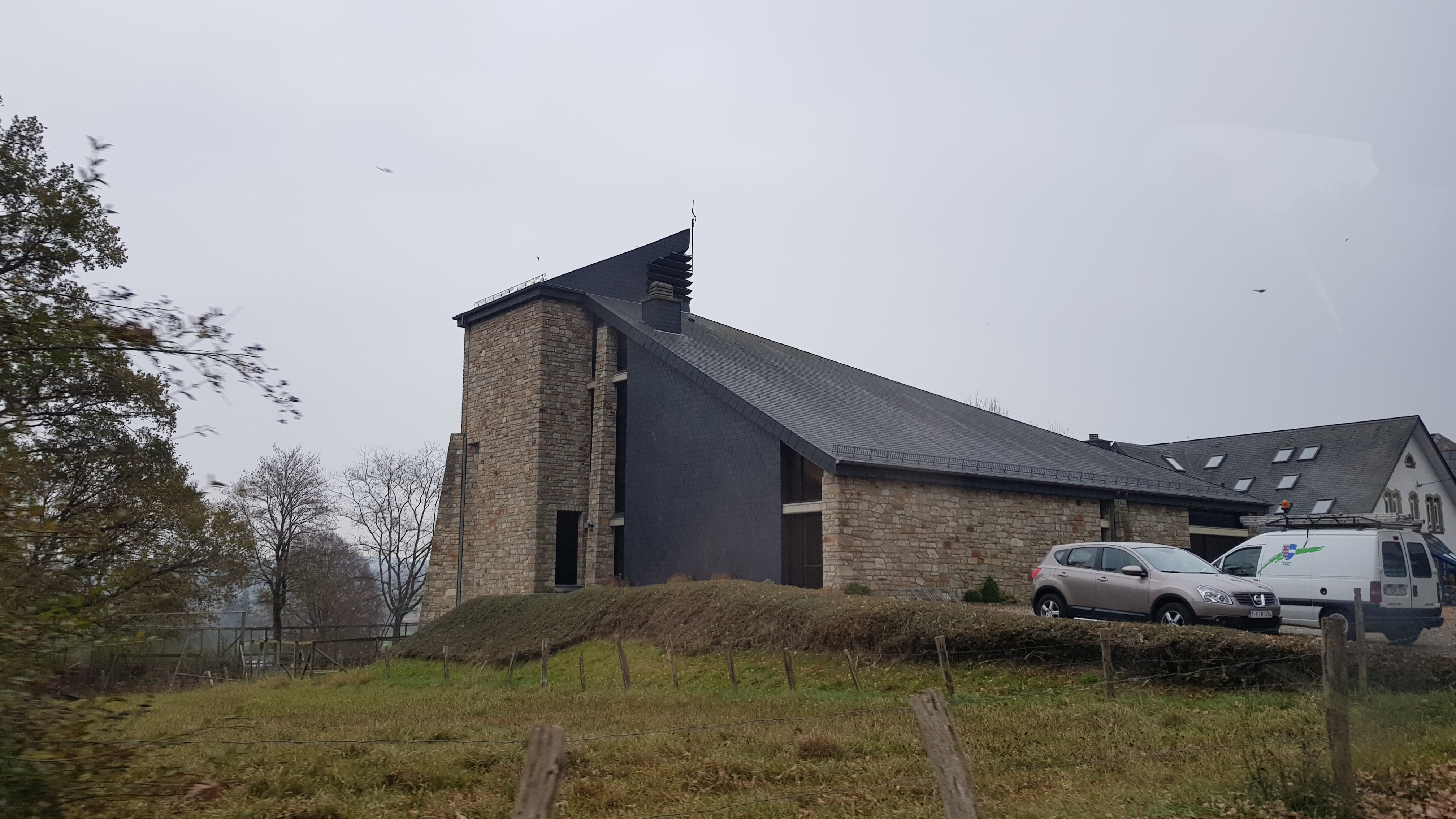
Sint-Barbarakerk

De Sint-Barbarakerk is de parochiekerk van Iveldingen en Montenau, in de gemeente Amel in de Belgische provincie Luik. De kerk is gelegen aan de Barbarastraße, naast de Sint-Barbarakapel.

## Geschiedenis
De parochianen kerkten vanouds in de Sint-Barbarakapel, maar deze was te klein en voldeed niet meer. Vanaf de jaren '50 van de 20e eeuw werden al plannen ontvouwd om een definitieve kerk te bouwen, maar pas in 1982 begon de daadwerkelijke bouw van de kerk, die in 1984 voltooid was. Het betreft een modern kerkgebouw met afgeschuind dak, opgetrokken in breuksteen. De klokken huizen in een afgeschuind, met leien bedekt, torentje dat nauwelijks boven het dak uitsteekt.